# ملكة جمال الولايات المتحدة الأمريكية 1988
ملكة جمال الولايات المتحدة الأمريكية 1988 (بالإنجليزية: Miss USA 1988) هي مسابقة ملكة جمال الولايات المتحدة الأمريكية السابعة والثلاثين في تاريخ مسابقة ملكة جمال الولايات المتحدة الأمريكية منذ انطلاقتها عام 1952، تم بثها على الهواء مباشرة من مركز إل باسو المدني في إل باسو ، تكساس في 1 مارس 1988. في ختام المسابقة النهائية ، توجت كورتني جيبس من تكساس ملكة جمال الولايات المتحدة الأمريكية ، لتصبح رابع متسابقة تتوج من ولاية تكساس على التوالي.

## النتائج

### المراكز النهائية
| النتائج النهائية                          | المتنافسة |
| ----------------------------------------- | --- |
| ملكة جمال الولايات المتحدة الأمريكية 1988 | - تكساس - كورتني جيبس |

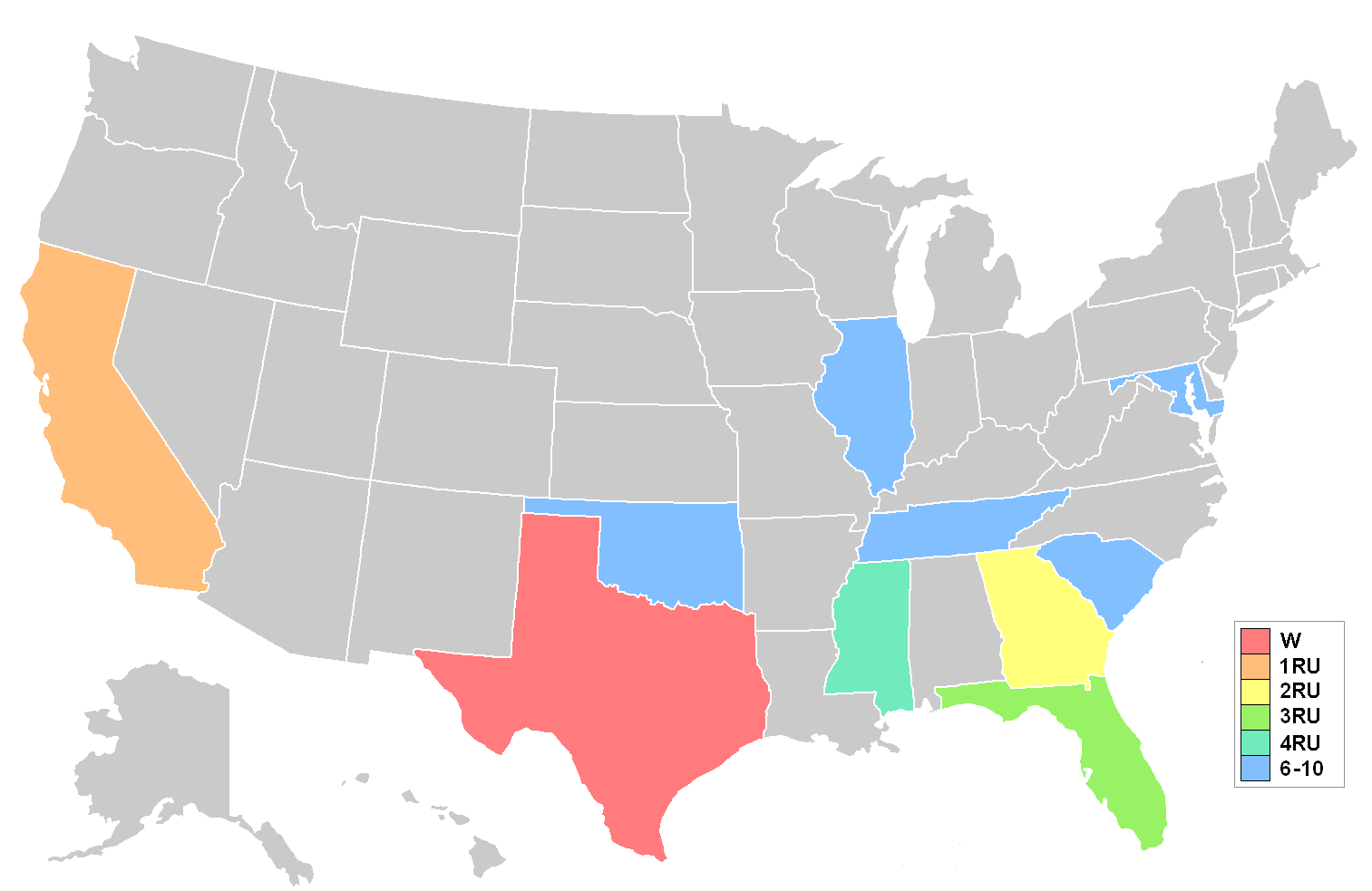
خريطة توضح المواضع حسب الولاية

| الوصيفة الأولى                            | - كاليفورنيا - ديانا ماجانا |
| الوصيفة الثانية                           | - جورجيا - دونا رامبي |
| الوصيفة الثالثة                           | - فلوريدا - مونيكا فاريل |
| الوصيفة الرابعة                           | - ميسيسيبي - دانا ريتشموند |
| أفضل 10                                   | - أوكلاهوما - تمارا ووكر - إلينوي - جينا زورداني - تينيسي - ستيفاني بوتس - ماريلاند - روان بروير - كارولاينا الجنوبية - ابريل ابيل |

## المتسابقات
- ألاباما - روندا موني
- ألاسكا - راون ريفيز
- أريزونا - كريس كيم
- أركنساس - ميليسا ستابلز
- كاليفورنيا - ديانا ماغانيا[2]
- كولورادو - نيكولا سفالدي
- كونيتيكت - كاثرين كالاسو
- ديلاوير - كريستينا لي انجيل
- مقاطعة كولومبيا - إلفا أندرسون
- فلوريدا - مونيكا فاريل[3]
- جورجيا - دونا رامبي
- هاواي - بولا بريفوست
- أيداهو - كاي كينزي
- إلينوي - جينا زورداني
- إنديانا - لويتا إيرنست
- آيوا - جولي كيميرلينغ
- كانساس - سينثيا ديكر
- كنتاكي - سوزان بيتمان
- لويزيانا - روندا فينسون
- مين - سوزان غرينييه
- ميريلاند - روان بروير
- ماساتشوستس - أنيا لافلي
- ميشيغان - أنتونيا دوتسون
- مينيسوتا - جولي نيلسون
- ميسيسيبي - دانا ريتشموند
- ميزوري - أليسيا وركمان
- مونتانا - كيمبرلي توب
- نبراسكا - كيلي أونيل[4]
- نيفادا - لاغراسيلا عمران
- نيو هامبشاير - ديان رايت
- نيو جيرسي - كولين كارلون
- نيو مكسيكو - ستيفاني ستوري
- نيويورك - لينيا مانشيني
- كارولاينا الشمالية - تامي تولار
- داكوتا الشمالية - كيت سيفدي
- أوهايو - جينا ويست
- أوكلاهوما - تمارا ووكر
- أوريغون - إيلين روهرر
- بنسلفانيا - سوزان غراي
- رود آيلاند - سيندي جيروندا
- كارولاينا الجنوبية - أبريل أبيل
- داكوتا الجنوبية - ساندي فيكس
- تينيسي - ستيفاني جين بوتس
- تكساس - كورتني جيبس[5]
- يوتا - سوزي لونديل
- فيرمونت - ستايسي سيسون
- فرجينيا - دينيس سميث
- واشنطن - ساندرا كورد
- فرجينيا الغربية - كاثي فاولر
- ويسكونسن - ماري كاي أندرسون
- وايومنغ - كريستين يومانز

## روابط خارجية
- موقع ملكة جمال الولايات المتحدة الأمريكية الرسمي